# Sk8er Boi
«Sk8er Boi» (por sk-eight-er /'skeɪtə(r)/ boy, en referencia a las palabras inglesas skater boy, «El chico patinador») es el segundo sencillo del álbum debut de Avril Lavigne, Let Go. Lanzado en 2002, alcanzó el número 10 en el Billboard Hot 100, convirtiéndose en su segundo sencillo top 10 en los Estados Unidos. También llegó al número ocho en el Reino Unido, número tres en Australia, número 1 en España y número cinco en México y Canadá. Fue la canción que la llevó a la fama mundial, junto a «Complicated». Mundialmente en 2003 la canción logró vender 2 380 000 copias, siendo la canción número 35 más vendida de aquel año.

## Sencillo

### CD Maxisencillo
1. «Sk8er Boi»
2. «Get Over It»
3. «Nobody's Fool» (en vivo)

### Sencillo RU
1. «Sk8er Boi»
2. «Get Over It»
3. «Nobody's Fool» (en vivo)
4. «Sk8er Boi» (video musical)

## Video musical
El video musical comienza con quien puede ser el «Sk8er Boi» en un callejón de la ciudad, también podemos ver a la «chica fresa». El video sigue con anuncios que tienen una estrella (misma que representa toda su era en Let Go) en ellos publicitando un concierto que Avril va a dar, donde la gente usa sus coches para dar el concierto en medio de la calle. El concierto se sale de control y la policía viene a detenerlo. Al final del video se ve llegar un helicóptero policial. 
En el video, Avril usa una camiseta con el logo de la escuela Wilkesboro Elementary School (Carolina del Norte, EE. UU.). Tras ser lanzado el vídeo, la escuela fue inundada con tantas peticiones que fueron capaces de comprar nuevos ordenadores con todo el dinero extra de la venta de las camisetas.

## Uso de la canción en los medios
- Cold Case (Temporada tres, "The Promise", 2 de octubre de 2005)
- Una versión de la canción interpretada por Ángela Michael aparece en Elite Beat Agents para la Nintendo DS.
- SingStar Pop (PlayStation 2 Videojuego)
- Senior year (Película de Netflix)

## Adaptación al cine
En el 2003, Paramount Pictures manejó la posibilidad de adaptar la canción en un largometraje. Pero hasta la fecha el filme ha sido aparentemente abandonado o atorado en producción.

## Posicionamiento
| Listas (2002)                             | Posición |
| ----------------------------------------- | -------- |
| Argentina (Los 40 Principales)            | 1        |
| Nueva Zelanda (RIANZ)                     | 2        |
| Bélgica (Ultratip flamenca)               | 7        |
| España (Los 40 Principales)               | 1        |
| Hong Kong (Singles Chart)                 | 1        |
| Canadá (Canadian Hot 100)                 | 1        |
| Italia (Singles Chart)                    | 8        |
| Europa (Euro 200)                         | 9        |
| Japón (Japan Hot 100)                     | 9        |
| Estados Unidos (Billboard Hot 100)        | 10       |
| Reino Unido (UK Singles Chart)            | 8        |
| Irlanda (IRMA)                            | 3        |
| Israel (Singles Chart)                    | 1        |
| México (Singles Chart)                    | 3        |
| Estados Unidos (Mainstream Top 40)        | 1        |
| Suecia (Sverigetopplistan)                | 12       |
| Brasil (Singles Chart)                    | 1        |
| Venezuela (The Official VZ Singles Chart) | 6        |

## Certificaciones
| País           | Certificación | Ventas    | Ref          |
| -------------- | ------------- | --------- | ------------ |
| Australia      | Platino       | 70 000    | [ 20 ]       |
| Brasil         | Platino       | 100 000   | [ 21 ]       |
| Nueva Zelanda  | Platino       | 10 000    | [ 22 ]       |
| Reino Unido    | Oro           | 503 000   | [ 3 ] [ 23 ] |
| Estados Unidos | 3x Platino    | 3 000 000 | [ 24 ]       |

## Historial de publicación
| Región         | Fecha                  | Discográfica   | Formato              |
| -------------- | ---------------------- | -------------- | -------------------- |
| Estados Unidos | Agosto de 2002         | Arista Records | CD, descarga digital |
| Australia      | 28 de octubre de 2002  | Sony BMG       | CD, descarga digital |
| Europa         | 6 de diciembre de 2002 | Sony BMG       | CD, descarga digital |